# Molto stimato ordine della famiglia di Laila Utama
Il Molto stimato ordine famigliare del Brunei è un ordine cavalleresco del Brunei.

## Storia
L'ordine è stato fondato il 1º marzo 1954.

## Classi
L'ordine dispone delle seguenti classi di benemerenza che danno diritto a dei post nominali qui indicati tra parentesi:
- Membro di I classe (DK)
- Membro di II classe (DKII)

| Nastri              |                    |
| Membro di II classe | Membro di I classe |

## Insegne
- Il nastro è giallo con strisce rosse sui bordi per la I classe e giallo con strisce verdi sui bordi per la II classe.